# Vulaines-lès-Provins
Vulaines-lès-Provins ist eine französische Gemeinde mit 75 Einwohnern (Stand: 1. Januar 2022) im Département Seine-et-Marne in der Region Île-de-France. Sie gehört zum Arrondissement Provins und zum Kanton Provins. 

## Geographie
Vulaines-lès-Provins liegt etwa 72 Kilometer ostsüdöstlich von Paris. Umgeben wird Vulaines-lès-Provins von den Nachbargemeinden Chenoise-Cucharmoy im Norden und Nordwesten, Mortery im Nordosten, Provins im Osten, Poigny und Sainte-Colombe im Südosten, Saint-Loup-de-Naud im Süden, sowie La Chapelle-Saint-Sulpice im Westen.

## Bevölkerungsentwicklung
| Jahr                      | 1962 | 1968 | 1975 | 1982 | 1990 | 1999 | 2006 | 2013 |
| Einwohner                 | 136  | 130  | 100  | 90   | 51   | 67   | 62   | 70   |
| Quelle: Cassini und INSEE |      |      |      |      |      |      |      |      |

## Sehenswürdigkeiten
Siehe auch: Liste der Monuments historiques in Vulaines-lès-Provins
- Kirche Saint-Blaise-Saint-Léger aus dem 13. Jahrhundert
- Meilenstein aus dem 18. Jahrhundert, Monument historique

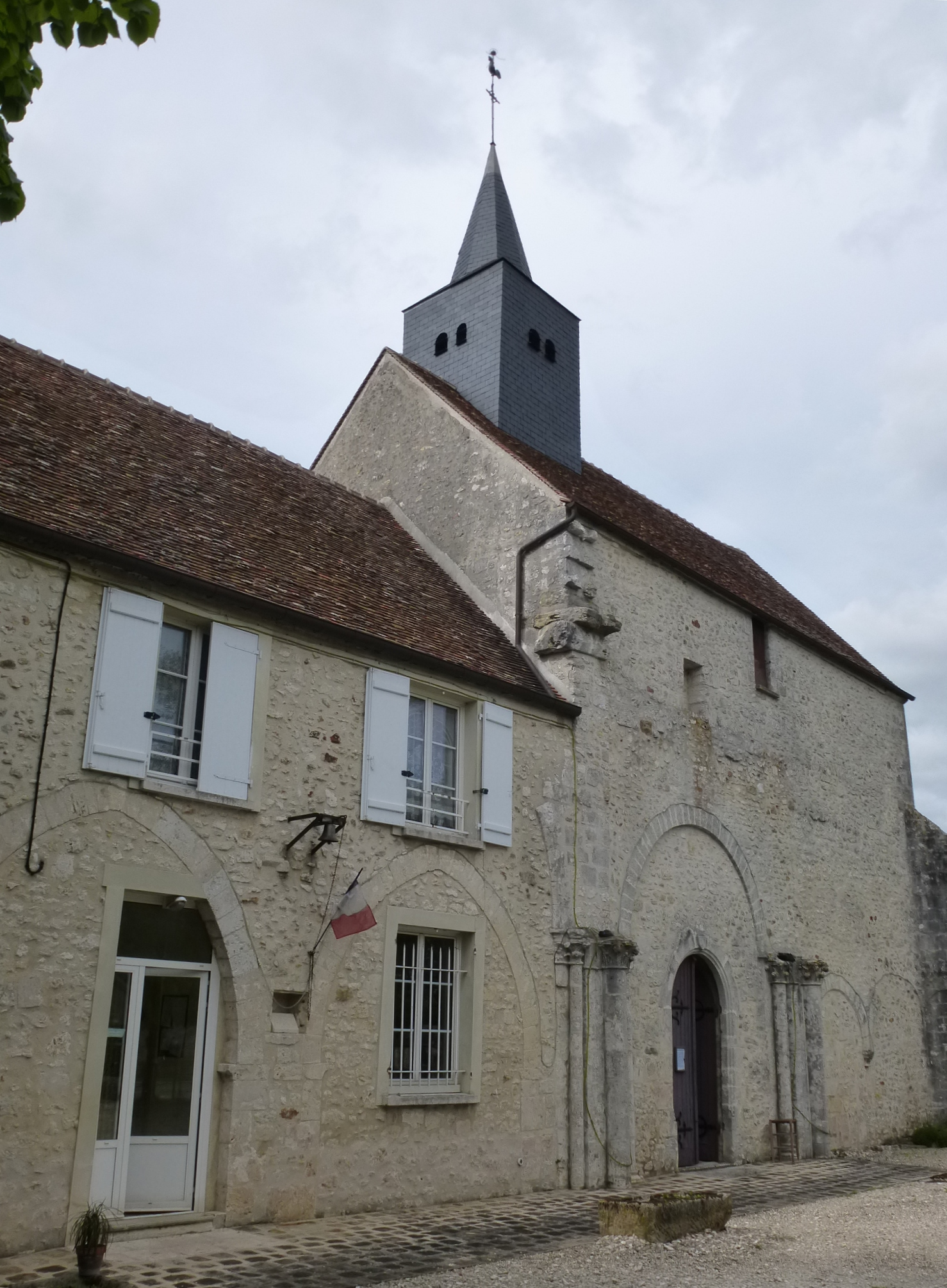
Kirche Saint-Blaise-Saint-Léger
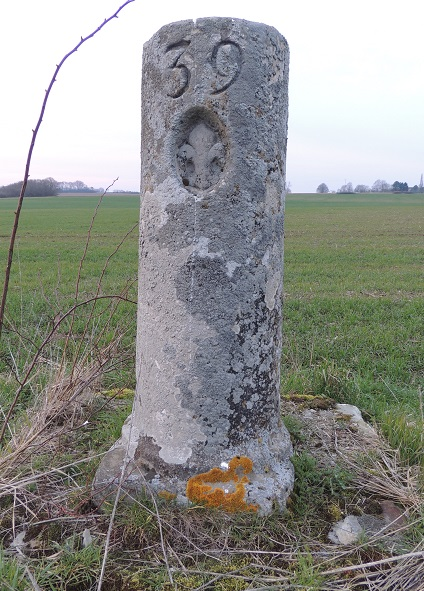
Meilenstein